# Heterophrynus nicefori
Heterophrynus nicefori är en spindeldjursart som beskrevs av Manuella V. Amado och Morales 1986. Heterophrynus nicefori ingår i släktet Heterophrynus och familjen Phrynidae. Inga underarter finns listade i Catalogue of Life.